# Нижній Карачан
Нижній Карачан (рос. Нижний Карачан) — село у Грибановському районі Воронезької області Російської Федерації.
Населення становить 1908 осіб (2010). Входить до складу муніципального утворення Нижньокарачанське сільське поселення.

## Історія
Населений пункт розташований у історичному регіоні Чорнозем'я. 
За даними на 1859 рік у власницькій слободі Нижній Карачан (Жолнівка, Нижній Корочан, Жалнівка, Нижня Пятина) Новохоперського повіту Воронізької губернії мешкало 3273 особи (1407 чоловіків та 1866 жінок), налічувалось 370 дворів, діяла православна церква.
Станом на 1886 рік у слободі, центрі Нижньокорочанської волості Новохоперського повіту, населення становило 3316 осіб, налічувалось 553 двори, діяли православна церква, школа, лікарня, винокурний завод, 2 лавки, базари по суботах та 3 ярмарки на рік, відбувались базари по суботах та 3 ярмарки на рік.
За переписом 1897 року кількість мешканців зросла до 6044 осіб (2960 чоловічої статі та 3084 — жіночої), з яких 6043 — православної віри.
За даними на 1900 рік населення зросло до 6049 осіб (3017 чоловічої статі та 3032 — жіночої), налічувалось 870 дворових господарств.
Від 1935 року належить до Грибановського району, спочатку в складі Центрально-Чорноземної області, а від 1934 року — Воронезької області.
Згідно із законом від 15 жовтня 2004 року входить до складу муніципального утворення Нижньокарачанське сільське поселення.

## Населення
| 2010 |
| ---- |
| 1908 |